# مالاگکومبورا
مالاگکومبورا (انگلیسی: Malagekumbura) یک منطقه مسکونی در کشور سری‌لانکا است.